# Szestowycia
Szestowycia (ukr. Шестовиця) – wieś na Ukrainie, w obwodzie czernihowskim, w rejonie czernihowskim, w hromadzie Kyjinka. W 2025 liczyła 477 mieszkańców.